# Vasile Guma
Vasile Guma (în rusă Василий Иванович Гума; n. 1866, Ciuciuleni, raionul Hîncești, Republica Moldova – d. 1954, România) a fost un preot și politician țarist, deputat în Duma de Stat al celei de-a I-a convocări din partea Basarabiei.

## Biografie
S-a născut în anul 1865 (sau 1866) în satul Ciuciuleni din ținutul Chișinău. A absolvit Seminarul Teologic din Chișinău (1886). Din 1887 până în 1906 a fost  parohul bisericii din Florești, ținutul Soroca. A fost investigator spiritual de ținut, ulterior, membru al Societății pentru Propagarea Sfintei Scripturi din Rusia.

În 1906 a fost ales în Duma de Stat a Imperiului Rus de prima convocare din partea guberniei Basarabia. Luând cuvântul în Dumă, a susținut necesitatea atribuirii pământului către țărani, declarând:
„Înzestrarea cu pământ a țăranilor, le crează posibilitatea independenței, asigurându-le hrana. Îi face iubitori de muncă și devotați țării... Și cum să nu se dea pământ, celor care sunt mai aproape de pământ... Parcă poate peștele să nu trăiască în apă, ori pasărea în cuibul său.”
La Florești a condus „Asociația în numele lui Hristos”, din anul 1917 până în 1944, când a trebuit să se refugieze în România și unde a decedat în 1954.